# Homoeomma
Homoeomma is een geslacht van spinnen uit de familie van de vogelspinnen (Theraphosidae). De typesoort van het geslacht is Homoeomma stradlingi.

## Soorten
De volgende soorten zijn bij het geslacht ingedeeld:
- Homoeomma brasilianum (Chamberlin, 1917)
  - = Calopelma brasiliana Chamberlin, 1917
  - = Calopelma moreirae Mello-Leitão, 1923
- Homoeomma elegans (Gerschman & Schiapelli, 1958)
  - =[3] Tmesiphantes elegans Gerschman & Schiapelli, 1958
- Homoeomma familiare Bertkau, 1880
- Homoeomma hirsutum (Mello-Leitão, 1935)
- Homoeomma humile Vellard, 1924
- Homoeomma montanum (Mello-Leitão, 1923)
- Homoeomma nigrum (Walckenaer, 1837)
- Homoeomma peruvianum (Chamberlin, 1916)
- Homoeomma pictum (Pocock, 1903)
- Homoeomma simoni Soares & Camargo, 1948
- Homoeomma strabo (Simon, 1892)
- Homoeomma stradlingi O. P.-Cambridge, 1881
- Homoeomma uruguayense (Mello-Leitão, 1946)
- Homoeomma villosum (Keyserling, 1891)